# Campeonato Femenino de la AFC de 1991
El Campeonato Femenino de la AFC 1991 fue un torneo de fútbol femenino celebrado en Fukuoka, Japón, del 26 de mayo al 8 de junio de 1991. Fue la octava edición de la Copa Asiática Femenina de la AFC. El Campeonato Femenino AFC 1991, que consta de nueve equipos, sirvió como el torneo clasificatorio de la AFC para la Copa Mundial Femenina de Fútbol de 1991. Las tres plazas de Asia se otorgaron a los dos finalistas, China y Japón, y al ganador del desempate por el tercer lugar, el China Taipéi.

## Fase de grupos

### Grupo A
| Equipo        | PJ | PG | PE | PP | GF | GC | Dif. | Pts. |
| ------------- | -- | -- | -- | -- | -- | -- | ---- | ---- |
| China         | 3  | 3  | 0  | 0  | 23 | 1  | +22  | 6    |
| China Taipéi  | 3  | 1  | 1  | 1  | 9  | 3  | +6   | 3    |
| Tailandia     | 3  | 1  | 1  | 1  | 4  | 10 | -6   | 3    |
| Corea del Sur | 3  | 0  | 0  | 3  | 0  | 22 | -22  | 0    |

| 29 de mayo de 1991 | China                                 | 3-0 | China Taipéi |  |  |
|                    | Qingxia 13' · Qingmei 40' · Lijie 67' |     |              |  |  |

| 29 de mayo de 1991 | Tailandia                                          | 3-0 | Corea del Sur |  |  |
|                    | Kridsanachandee 32' · Bourthong 42' · Khaolung 66' |     |               |  |  |

| 31 de mayo de 1991 | China Taipéi            | 9-0 | Corea del Sur |  |  |
|                    | Yu-Chung 3', 32', 49' · |     |               |  |  |

| 31 de mayo de 1991 | China                    | 10-1 | Tailandia |  |  |
|                    | Lijie 27', 28', 41', 76' |      |           |  |  |

| 2 de junio de 1991 | China Taipéi | 0-0 | Tailandia |  |  |
|                    |              |     |           |  |  |

| 2 de junio de 1991 | China | 10-0 | Corea del Sur |  |  |
|                    |       |      |               |  |  |

### Grupo B
| Equipo          | PJ | PG | PE | PP | GF | GC | Dif. | Pts. |
| --------------- | -- | -- | -- | -- | -- | -- | ---- | ---- |
| Japón           | 4  | 4  | 0  | 0  | 27 | 1  | +26  | 8    |
| Corea del Norte | 4  | 3  | 0  | 1  | 25 | 1  | +24  | 6    |
| Hong Kong       | 4  | 1  | 1  | 2  | 3  | 9  | -6   | 3    |
| Malasia         | 4  | 1  | 1  | 2  | 1  | 24 | -23  | 3    |
| Singapur        | 4  | 0  | 0  | 4  | 0  | 21 | -21  | 0    |

| 26 de mayo de 1991 | Hong Kong           | 2-0 | Singapur |  |  |
|                    | Shuk-Chi 16', 51' · |     |          |  |  |

| 26 de mayo de 1991 | Japón        | 1-0 | Corea del Norte |  |  |
|                    | Nagamine 66' |     |                 |  |  |

| 28 de mayo de 1991 | Japón                                | 4-1 | Hong Kong    |  |  |
|                    | Tezuka ?' · Nagamine ?' · Takaura ?' |     | Ka-Lai 17' · |  |  |

| 28 de mayo de 1991 | Corea del Norte | 12-0 | Malasia |  |  |
|                    |                 |      |         |  |  |

| 30 de mayo de 1991 | Corea del Norte | 5-0 | Hong Kong |  |  |
|                    |                 |     |           |  |  |

| 30 de mayo de 1991 | Malasia | 1-0 | Singapur |  |  |
|                    |         |     |          |  |  |

| 1 de junio de 1991 | Corea del Norte | 8-0 | Singapur |  |  |
|                    | Mi-sun ?'       |     |          |  |  |

| 1 de junio de 1991 | Japón                                                    | 12-0 | Malasia |  |  |
|                    | Tezuka ?' · Handa ?' · Nagamine ?' · Noda ?' · Mizuma ?' |      |         |  |  |

| 3 de junio de 1959 | Japón                                                                       | 10-0 | Singapur |  |  |
|                    | Matsuda ?' · Tezuka ?' · Noda ?' · Takakura ?' · Yamaguchi ?' · Uchiyama ?' |      |          |  |  |

| 3 de junio de 1991 | Hong Kong | 0-0 | Malasia |  |  |
|                    |           |     |         |  |  |

## Fase final

### Semifinales
| 6 de junio de 1991 | China     | 1-0 | Corea del Norte |  |  |
|                    | Yan 16' · |     |                 |  |  |

| 6 de junio de 1991 | Japón | 0-0 (5-4 p.) (0-0 t. s.) | China Taipéi |  |  |
|                    |       |                          |              |  |  |

### Tercer lugar
| 8 de junio de 1991 | China Taipéi | 0-0 (5-4 p.) (0-0 t. s.) | Corea del Norte |  |  |
|                    |              |                          |                 |  |  |

### Final
| 8 de junio de 1991 | China | 5-0 | Japón |  |  |
|                    |       |     |       |  |  |